# Virac
Virac település Franciaországban, Tarn megyében. Lakosainak száma 252 fő (2022. január 1.). Virac Salles, Labastide-Gabausse, Livers-Cazelles, Mailhoc, Milhavet, Monestiés és Villeneuve-sur-Vère községekkel határos.

## Népesség
A település népessége az elmúlt években az alábbi módon változott:
| Lakosok száma | 217  | 222  | 235  | 234  | 238  | 245  | 251  | 251  | 252  |
|               | 2013 | 2015 | 2016 | 2017 | 2018 | 2019 | 2020 | 2021 | 2022 |